# Taisei Fujita
Taisei Fujita (japanisch 藤田 泰成 Fujita Taisei; * 31. Januar 1982 in der Präfektur Kochi) ist ein ehemaliger japanischer Fußballspieler.

## Karriere
Fujita erlernte das Fußballspielen in der Schulmannschaft der Tatara Gakuen High School. Seinen ersten Vertrag unterschrieb er 2000 bei den Nagoya Grampus Eight. Der Verein spielte in der höchsten Liga des Landes, der J1 League. Für den Verein absolvierte er 19 Erstligaspiele. 2005 wechselte er zum Ligakonkurrenten FC Tokyo. 2006 wechselte er zum Zweitligisten Tokyo Verdy. 2007 wurde er mit dem Verein Vizemeister der J2 League. Für den Verein absolvierte er 36 Spiele. 2008 wechselte er zum Ligakonkurrenten Tokushima Vortis. Für den Verein absolvierte er 52 Spiele. 2010 wechselte er zum Drittligisten FC Machida Zelvia. Für den Verein absolvierte er 132 Spiele. Ende 2014 beendete er seine Karriere als Fußballspieler.